# Espira-de-Conflent
Espira-de-Conflent (catalansk: Espirà de Conflent) er en by og kommune i departementet Pyrénées-Orientales i Sydfrankrig.

## Geografi
Espira-de-Conflent ligger 40 km vest for Perpignan. Nærmeste byer er mod øst Finestret (2 km) og mod syd Estoher (3 km).

## Demografi

### Udvikling i folketal
| 1962                                                              | 1968 | 1975 | 1982 | 1990 | 1999 | 2007 | 2011 | 2017 |
| ----------------------------------------------------------------- | ---- | ---- | ---- | ---- | ---- | ---- | ---- | ---- |
| 155                                                               | 162  | 121  | 124  | 132  | 125  | 178  | 167  | 168  |
| Tal fra og med 1962 er uden dobbelttælling (sans doubles comptes) |      |      |      |      |      |      |      |      |